# Старий Борек
Старий Борек (пол. Stary Borek, нім. Altbork) — село в Польщі, у гміні Колобжеґ Колобжезького повіту Західнопоморського воєводства.
Населення — 391 особа (2011).

## Демографія
Демографічна структура станом на 31 березня 2011 року:
|          | Загалом | Допрацездатний вік | Працездатний вік | Постпрацездатний вік |
| -------- | ------- | ------------------ | ---------------- | -------------------- |
| Чоловіки | 206     | 52                 | 141              | 13                   |
| Жінки    | 185     | 39                 | 117              | 29                   |
| Разом    | 391     | 91                 | 258              | 42                   |